# Риу-Гранди-ду-Норти
Ри́у-Гра́нди-ду-Но́рти (порт. Rio Grande do Norte) — штат на востоке Бразилии. Относится к Северо-восточному региону. Административный центр — город Натал. Граничит со штатами Сеара на западе и Параиба на юге, север и восток штата омываются Атлантическим океаном.

## География

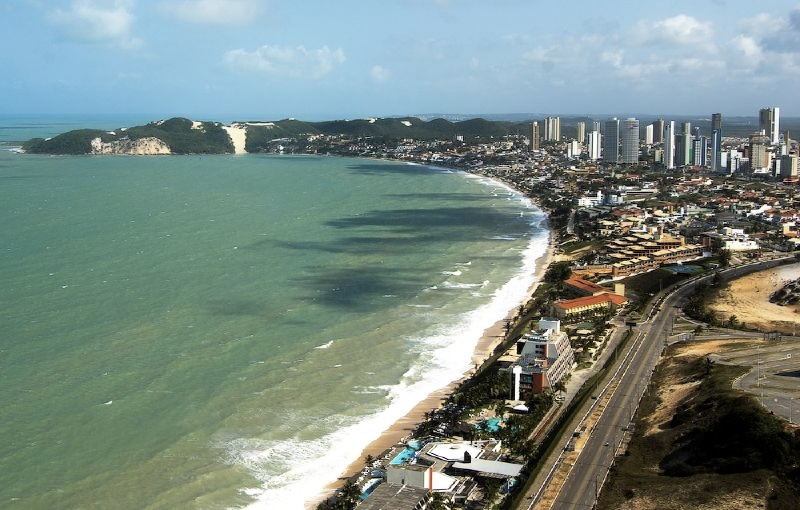
Знаменитый пляж Понта-Негра в городе Натал

Штат Риу-Гранди-ду-Норти широко известен своими пляжами, песчаными дюнами и самым чистым в Америке воздухом.
В штате преобладают два типа климата: влажный тропический, в восточной прибрежной полосе, и засушливый, на остальной территории штата. Сухой климат данного района характеризуется очень малым количеством осадков. Часто дождей здесь не бывает в течение нескольких лет.
Штату Риу-Гранди-ду-Норти принадлежит атолл Рокас, расположенный в Атлантическом океане в 260 км от города Натал.
Риу-Гранди-ду-Норти — самый близкий к Африке и Европе штат Бразилии.

## История
Первым европейцем, ступившим на территорию современного штата, был, вероятно, испанец Алонсо де Охеда в 1499 году. В 1501 году здесь побывали участники экспедиции Америго Веспуччи (1501—1502). Именно ими было дано название Риу-Гранди («Великая река»), первоначально относившееся к реке Потенжи, а затем распространившееся на весь штат.
В течение следующих десятилетий на территории Риу-Гранди-ду-Норти не было построено ни одного европейского поселения. Только в 1598 году португальцами была возведена крепость Форт Рейс-Магус. В следующем году в 5 км от этой крепости был заложен город Натал.
С 1633 года на территории современного штата продолжалось активное противостояние между португальскими и голландскими колонистами за право обладать этим районом. В 1654 году голландцы потерпели поражение в этой борьбе и были окончательно изгнаны.

## Демография
Согласно сведениям, собранным в ходе переписи 2010 г. Национальным институтом географии и статистики (IBGE), население штата составляет:
| Полное население                       | Полное население                       | Полное население                       | Полное население                       | 3 168 027 |
| -------------------------------------- | -------------------------------------- | -------------------------------------- | -------------------------------------- | --------- |
| в том числе:                           | Городское население                    | 2 464 991                              | Процент городского населения, %        | 77,81     |
|                                        | Сельское население                     | 703 036                                | Процент сельского населения, %         | 22,19     |
|                                        | Мужское население                      | 1 548 887                              | Процент мужского населения, %          | 48,89     |
|                                        | Женское население                      | 1 619 140                              | Процент женского населения, %          | 51,11     |
| Плотность населения, чел/км²           | Плотность населения, чел/км²           | Плотность населения, чел/км²           | Плотность населения, чел/км²           | 59,99     |
| Население штата в % к населению страны | Население штата в % к населению страны | Население штата в % к населению страны | Население штата в % к населению страны | 1,66      |

## Административное устройство
Административно штата разделён на 4 мезорегиона и 19 микрорегионов. В штате — 167 муниципалитетов.

## Экономика
Долгое время экономика штата зависела в основном от производства сахара и разведения крупного рогатого скота. В 1970-х годах здесь была найдена нефть, с тех пор Риу-Гранди-ду-Норти — самый крупный производитель нефти на суше в стране.
Начиная с 1980-х годов в штате активно развивается туризм. Кроме того, в Риу-Гранди-ду-Норти выращивают фрукты, в частности, штат производит 70 % дынь в Бразилии, а также славится выращиванием манго и кешью.

## Спорт
Город Натал, столица Риу-Гранди-ду-Норти, стал одним из 12 городов Бразилии, которые в 2014 году приняли Чемпионат мира по футболу. Наиболее популярные спортивные и футбольные клубы штата — АБС (рекордсмен Бразилии по числу завоёванных титулов чемпиона своего штата) и «Америка Натал».